# Mandarbani
Mandarbani là một thị trấn thống kê (census town) của quận Barddhaman thuộc bang Tây Bengal, Ấn Độ.

## Nhân khẩu
Theo điều tra dân số năm 2001 của Ấn Độ, Mandarbani có dân số 5497 người. Phái nam chiếm 57% tổng số dân và phái nữ chiếm 43%. Mandarbani có tỷ lệ 60% biết đọc biết viết, cao hơn tỷ lệ trung bình toàn quốc là 59,5%: tỷ lệ cho phái nam là 70%, và tỷ lệ cho phái nữ là 45%. Tại Mandarbani, 12% dân số nhỏ hơn 6 tuổi.